# Badgworth
Badgworth är en ort och civil parish i Storbritannien.   Den ligger i grevskapet Somerset och riksdelen England, i den södra delen av landet, 190 km väster om huvudstaden London. Badgworth ligger 13 meter över havet och antalet invånare är 425.
Terrängen runt Badgworth är platt åt sydväst, men åt nordost är den kuperad. Runt Badgworth är det ganska tätbefolkat, med 179 invånare per kvadratkilometer. Trakten runt Badgworth består till största delen av jordbruksmark.